# GNU Core Utilities
GNU Core Utilities, GNU Coreutils o simplement coreutils, és un paquet de programari desenvolupat pel Projecte GNU que conté moltes de les eines bàsiques, com cat, ls, i rm, necessàries per a sistemes operatius del tipus Unix-like. És una combinació de paquets ja existents: utilitats de fitxers «fileutils», utilitats d'intèrprets d'ordres «shellutils» i utilitats per processar textos «textutils».
Des de principis de 2021 hi ha un esforç per escriure un reemplaçament basat en Rust a GNU Coreutils, perseguint millorar la seguretat i el rendiment. A gener de 2022, en alguns casos, es va superar el projecte de la font.

## Capacitats de GNU coreutils
Les utilitats GNU coreutils suporten cadenes llargues com a paràmetres per a les ordres a més de tenir certa permissivitat a l'hora d'especificar opcions abans dels arguments regulars (llevat que la variable d'entorn POSIXLY_ CORRECT estigui definida). Esmentar que aquesta variable d'entorn habilita una funcionalitat diferent en BSD.

## Eines
Coreutils (v 8.24) inclou les següents eines:
| Eines de fitxers                                          | Eines de fitxers                                                                                     |
| --------------------------------------------------------- | --- |
| chcon                                                     | Canvia el context de seguretat de fitxers (SELinux)                                                  |
| chgrp                                                     | Canvia el grup propietari de fitxers                                                                 |
| chown                                                     | Canvia el propietari de fitxers                                                                      |
| chmod                                                     | Canvia els permisos a fitxers i directoris                                                           |
| cp                                                        | Copia fitxers i directoris                                                                           |
| dd                                                        | Copia i converteix dades de fitxers                                                                  |
| df                                                        | Mostra l'espai de disc lliure al sistema de fitxers                                                  |
| dir                                                       | Llista els directoris en columnes ordenats verticalment                                              |
| dircolors                                                 | Estableix el color per les ordres ls dir                                                             |
| install                                                   | Copia fitxers i estableix atributs                                                                   |
| ln                                                        | Crea enllaços a fitxers                                                                              |
| ls                                                        | Llista els fitxers d'un directori                                                                    |
| mkdir                                                     | Crea directoris                                                                                      |
| mkfifo                                                    | Crea named pipes (FIFOs)                                                                             |
| mknod                                                     | Crea fitxers especials de blocs o caràcters                                                          |
| mktemp                                                    | Crea Fitxers temporals                                                                               |
| mv                                                        | Mou o reanomera fitxers                                                                              |
| realpath                                                  | Retorna la ruta (absoluta o relativa) a un fitxer                                                    |
| rm                                                        | Elimina (esborra) fitxers                                                                            |
| rmdir                                                     | Elimina directoris buits                                                                             |
| shred                                                     | Sobreescriu un fitxer per ocultar el contingut, opcionalment l'elimina                               |
| sync                                                      | Buida els buffers del sistema de fitxers                                                             |
| touch                                                     | Canvia la data d'acces o modificació d'un fitxer                                                     |
| truncate                                                  | Redueix o amplia la mida d'un fitxer fins a la mida especificada                                     |
| vdir                                                      | Torna el mateix resultat que l'ordre ls -l -b . (Els arxius s'enumeren per defecte en format llarg.) |
| Eines de text                                             | |
| base64                                                    | Codifica o decodifica les dades i imprimir a la sortida estàndard (stdout)                           |
| cat                                                       | Concatena fitxers en la sortida estàndard (stdout).                                                  |
| cksum                                                     | Fa una suma de verificació contant els bytes d'un fitxer                                             |
| comm                                                      | Compara dos fitxers, retorna en columnes las linias que son iguals i las diferents                   |
| csplit                                                    | Divideix un fitxer en seccions segons un context determinat                                          |
| cut                                                       | Elimina parts de línies                                                                              |
| expand                                                    | Transforma marques de tabulació en espais                                                            |
| fmt                                                       | Formata paràgrafs perquè les línies tinguin la mateixa mida                                          |
| fold                                                      | Limita els caràcters de línies a una mida especificada en la sortida de terminal                     |
| head                                                      | Mostra per pantalla les primeres líneas                                                              |
| join                                                      | Combina dos fitxers per camps especificats                                                           |
| md5sum                                                    | Calcula i comprova signatures MD5                                                                    |
| nl                                                        | Numera linies de text                                                                                |
| numfmt                                                    | Reformata números                                                                                    |
| od                                                        | Mostra fitxers en octal (i altres formats)                                                           |
| paste                                                     | Combina linias de varios fitxers                                                                     |
| ptx                                                       | Crea un permuted index de continguts de fitxers                                                      |
| pr                                                        | Pagina o crea columnes als fitxer per imprimir                                                       |
| - sha1sum - sha224sum - sha256sum - sha384sum - sha512sum | Calcula i comprova signatures SHA-1, SHA-224/256/384/512                                             |
| shuf                                                      | Genera permutacions aleatòries                                                                       |
| sort                                                      | Ordena linies de fitxers de text                                                                     |
| split                                                     | Divideix un fitxer en seccions                                                                       |
| sum                                                       | Mostra el checksum i compta els blocs de dades                                                       |
| tac                                                       | Concatena fitxers mostrant primer l'última fila (invers a l'ordre «cat»)                             |
| tail                                                      | Mostra per pantalla les últimes líneas                                                               |
| tr                                                        | Transforma o esborra caràcters                                                                       |
| tsort                                                     | Realitza una ordenació topologica                                                                    |
| unexpand                                                  | Transforma espais en marques de tabulació                                                            |
| uniq                                                      | Elimina linies duplicades de fitxers ordenats                                                        |
| wc                                                        | Mostra el nombre de bytes, paraules i linies de fitxers                                              |
| Eines d'intèrpret d'ordres                                | |
| arch                                                      | Mostra el tipus de maquinari (equivalent a l'ordre «uname -m»)                                       |
| basename                                                  | Elimina els prefixes (directoris) de les rutes a fitxers.                                            |
| chroot                                                    | Canvia el directori arrel del sistema                                                                |
| date                                                      | Mostra o canvia la data i l'hora del sistema                                                         |
| dirname                                                   | Mostra els directoris d'una ruta excloent-hi el nom del fitxer                                       |
| du                                                        | Mostra l'ús de l'espai de disc dur d'un fitxer                                                       |
| echo                                                      | Mostra el text especificat                                                                           |
| env                                                       | Mostra i modifica les variables d'entorn                                                             |
| expr                                                      | avalua expressions                                                                                   |
| factor                                                    | Factorització dels enters                                                                            |
| false                                                     | Retorna un estat de sortida «fals» (erroni)                                                          |
| groups                                                    | Mostra els grups de sistema del que és membre l'usuari                                               |
| hostid                                                    | Mostra l'identificador numèric (en hexadecimal) per al host actual                                   |
| id                                                        | Mostra el UID (identificador d'usuari) i el GID (identificador de grup)                              |
| link                                                      | Crea un enllaç a un fitxer                                                                           |
| logname                                                   | Mostra el nom de l'usuari que executa l'ordre                                                        |
| nice                                                      | Modifica la prioritat del processos                                                                  |
| nohup                                                     | Permet que una ordre es pugui executar després que l'usuari tanqui la sessió                         |
| nproc                                                     | Consulta el nombre de processos actius                                                               |
| pathchk                                                   | Comprova els noms de ruta                                                                            |
| pinky                                                     | Versió lleugera de l'ordre finger                                                                    |
| printenv                                                  | Mostra les variables d'entorn                                                                        |
| printf                                                    | Mostra i dona format a dades                                                                         |
| pwd                                                       | Mostra l'actual directori de treball                                                                 |
| readlink                                                  | Visualitza el valor d'un enllaç simbòlic                                                             |
| runcon                                                    | Executa ordres amb un context de seguretat especificat (SELinux)                                     |
| seq                                                       | Genera seqüències de nombres                                                                         |
| sleep                                                     | Atura l'execució d'un programa durant un temps especificat                                           |
| stat                                                      | Torna les dades d'un inode                                                                           |
| stdbuf                                                    | Executa ordres modificant les operacions de buffer pels canals estàndards                            |
| stty                                                      | Configura les opcions per un terminal                                                                |
| tee                                                       | Mostra el resultat d'una ordre per diferents sortides estàndards                                     |
| test                                                      | Avalua una expressió                                                                                 |
| timeout                                                   | Executa una ordre amb un límit de temps determinat                                                   |
| true                                                      | Retorna un estat de sortida «cert» (veritable)                                                       |
| tty                                                       | Mostra el nom de fitxer del terminal (TTY) connectat a l'entrada estàndard                           |
| uname                                                     | Mostra informaciò del sistema                                                                        |
| unlink                                                    | Crida la funció unlink() per a eliminar el FITXER especificat                                        |
| uptime                                                    | Mostra el temps que porta funcionan el sistema i els usuaris actius al sistema                       |
| users                                                     | Mostra quins usuaris estan connectats                                                                |
| who                                                       | Mostra informació sobre els usuaris connectats                                                       |
| whoami                                                    | Mostra el nom de l'usuari que invoca l'ordre                                                         |
| yes                                                       | Mostra repetidament una línia amb totes les cadenes indicades, o «y»                                 |